# 최광 (1947년)
최광(崔洸, 1947년 9월 1일 ~ )은 대한민국의 공무원이다.

## 학력
- 서울대학교 경영학 학사
- 위스콘신 대학교 대학원 공공정책학과 행정학 석사
- 메릴랜드 대학교 대학원 경제학 박사

## 경력
- 1979 ~ 1981년 와이오밍 대학교 경제학과 교수
- 1985 ~ 2013년 한국외국어대학교 상경대학 경제학부 교수
- 1988 ~ 1989년 영국 요크대학교 객원교수
- 1995년 7월 ~ 1997년 8월 한국조세연구원 원장
- 1997년 8월 ~ 1998년 3월 제34대 보건복지부 장관
- 2000 ~ 2001년 히토쓰바시 대학교 객원교수
- 2003년 10월 ~ 2004년 11월 국회예산정책처 처장
- 2013년 5월 ~ 2015년 10월 제14대 국민연금공단 이사장
- 2013년 한국외국어대학교 상경대학 경제학부 명예교수
- 2020년 미래한국당 당무위원
- 2020년 7월 미래한국 편집위원회 편집고문
- 안민정책포럼 고문
- 자유민주연구원 고문
- 자유시장연구원 고문